# Chiloscyphus platensis
Chiloscyphus platensis là một loài rêu tản trong họ Lophocoleaceae. Loài này được (C. Massal.) J.J. Engel miêu tả khoa học lần đầu tiên năm 1997.